# 국가유산진흥원
국가유산진흥원(國家遺産振興院, Korea Heritage Agency)은 국가유산기본법 에 근거하여 국가유산의 보호·보존·보급 및 활용과 전통생활문화의 창조적 계발을 위해 1980년 4월 1일 설립된 국가유산청 산하 특수법인이며, 기타공공기관이다. 서울특별시 강남구 봉은사로 406에 위치하고 있다. 2014년 8월 29일 문화재보호법 개정에 따라 한국문화재보호재단에서 한국문화재재단으로 기관 명칭이 변경되었고, 2024년 5월 17일 국가유산기본법 시행에 따라 한국문화재재단에서 국가유산진흥원으로 명칭이 변경되었다.

## 주요 사업
- 공연·전시 등 무형문화재 활동 지원 및 진흥
- 국가유산 관련 교육, 출판, 학술조사·연구 및 콘텐츠 개발·활용
- 「매장문화재 보호 및 조사에 관한 법률」 제11조제1항 및 같은 조 제3항 단서에 따른 매장문화재 발굴
- 전통 문화상품ㆍ음식ㆍ혼례 등의 개발ㆍ보급 및 편의시설 등의 운영
- 국가유산 공적개발원조 등 국제교류
- 국가유산 보호운동의 지원
- 전통문화행사의 복원 및 재현
- 국가ㆍ지방자치단체 또는 공공기관 등으로부터 위탁받은 사업
- 진흥원의 설립목적을 달성하기 위한 수익사업과 그 밖에 정관으로 정하는 사업

## 설립 근거
- 국가유산기본법 제32조(국가유산진흥원의 설치)

① 국가유산의 보존ㆍ활용ㆍ보급과 전통생활문화의 계발을 위하여 국가유산청 산하에 국가유산진흥원(이하 “진흥원”이라 한다)을 설립한다. <개정 2024. 2. 13.>
② 진흥원은 법인으로 한다.
③ 진흥원은 설립목적을 달성하기 위하여 다음 각 호의 사업을 수행한다. <개정 2023. 8. 8.>
1. 공연ㆍ전시 등 무형유산 활동 지원 및 진흥
2. 국가유산 관련 교육, 출판, 학술 조사ㆍ연구 및 콘텐츠 개발ㆍ활용
3. 「매장유산 보호 및 조사에 관한 법률」 제11조제1항 및 같은 조 제3항 단서에 따른 매장유산 발굴
4. 전통 문화상품ㆍ음식ㆍ혼례 등의 개발ㆍ보급 및 편의시설 등의 운영
5. 국가유산 공적개발원조 등 국제교류
6. 국가유산 보호운동의 지원
7. 전통문화행사의 복원 및 재현
8. 국가ㆍ지방자치단체 또는 공공기관 등으로부터 위탁받은 사업
9. 진흥원의 설립목적을 달성하기 위한 수익사업과 그 밖에 정관으로 정하는 사업
④ 진흥원에는 정관으로 정하는 바에 따라 임원과 필요한 직원을 둔다.
⑤ 진흥원에 관하여 이 법에 규정한 것 외에는 「민법」 중 재단법인에 관한 규정을 준용한다.
⑥ 진흥원 운영에 필요한 경비는 국고에서 지원할 수 있다.
⑦ 국가나 지방자치단체는 진흥원의 업무 수행을 위하여 필요하다고 인정하면 국유재산이나 공유재산을 무상으로 사용ㆍ수익하게 할 수 있다.
⑧ 이 법에 따른 진흥원이 아닌 자는 국가유산진흥원 또는 이와 유사한 명칭을 사용하지 못한다.
<개정 2024.5.17.>
[제목개정 2014. 5. 17.]

## 연혁
- 1980년 4월 1일: 재단법인 한국문화재보호협회 설립
- 1992년 9월 1일: 재단법인 한국문화재보호재단으로 명칭 변경
- 2003년 7월 1일: 한국문화재보호재단 특수법인화(문화재보호법 제9조)
- 2007년 4월: 기타공공기관 지정(공공기관의 운영에 관한 법률)
- 2014년 8월 29일: 한국문화재재단으로 명칭 변경
- 2024년 5월 17일: 국가유산진흥원으로 명칭 변경

## 조직
- 감사 (비상임)
  - 감사실
    - 법무감사팀

### 이사장

#### 기획이사
- 기획조정실
  - 기획예산팀
  - 정보화팀
- 경영지원팀
  - 인재경영팀
  - 회계팀
  - 시설관리팀
- 문화유산활용실
  - 활용기획팀
  - 활용진흥팀
- 한국무형문화재진흥센터
  - 전승기획팀
  - 공예진흥팀
- 문화재조사연구단
  - 조사기획팀
  - 조사연구1팀
  - 조사연구2팀
  - 조사연구3팀

- 국제협력단
  - 국제교류팀
  - 문화유산ODA팀

#### 경영이사
- 문화예술실
  - 공연기획팀
  - 문화교육팀
- 문화상품실
  - 상품기획팀
  - 관리유통팀
  - 문화사업팀
- 한국의집
  - 마케팅기획팀
  - 운영지원팀
  - 고객서비스팀
  - 궁중음식보급팀

- 문화유산콘텐츠실
  - 콘텐츠기획팀
  - 콘텐츠활용팀
- 홍보팀